# Nikkal
Nikkal (nome completo Nikkal-wa-Ib), era una dea venerata dapprima nella sola città di Ugarit e successivamente anche in tutta la zona di Canaan. Era la dea dei frutteti, il cui nome significa "Grande Signora e feconda" e deriva dall'accadico/semitico occidentale "'ilat'Inbi" ("Dea della frutta").
Era figlia di Khirkhibi, dio dell'estate, ed era sposa del dio lunare Yarikh, il quale le donò, come dono di nozze, una collana di lapislazzuli. Il loro matrimonio viene descritto nel testo ugaritico "Nikkal e Kathirat". Probabilmente vi era una festa a lei dedicata in estate, quando si provvedeva a raccogliere la frutta dagli alberi. La sua controparte sumera era la dea Ningal, la madre delle dee Inanna ed Ereshkigal.
Il più antico componimento di musica antica è uno dei Canti Hurriti, un inno in ugaritico scritto in cuneiforme sillabica e dedicato a Nikkal: fu pubblicato al momento della sua scoperta da parte di Emmanuel Laroche, prima nel 1955 e poi più ampiamente nel 1968 . Anne Draffkorn Kilmer è stata la studiosa che ha dato il titolo "L'inno di Nikkal" al componimento.